# Шпоркова жаба гладенька
Шпоркова жаба гладенька (Xenopus laevis) — вид жаб з роду шпоркова жаба родини піпових. Модельний організм у біології розвитку. Має аллотетраплоїдний геном, який виник 18 млн років тому, коли злилися два види предкових шпоркових жаб, що розійшлися 16 млн років раніше.

## Опис
Загальна довжина досягає 10—13 см. Спостерігається статевий диморфізм: самиці дещо більші за самців. Має маленьку сплощену голову, коротку круглу морду з повернутими догори ніздрями й маленькими очима, що мають круглі зіниці. У заглибині за ніздрями є 2 мішечки — головний та бічний. завдяки ним здатна нюхати повітря. Головний мішечек використовується на суходолі, а бічний — у воді. Верхня повіка у неї атрофувалась до невеликої шкірної складки, що, так само як і редукція язика, пов'язана з водним способом життя. Під оком розташовується коротка дотикова нитка, що нагадує дотикальну нитку безногих земноводних. Пальці передніх лап тонкі, порівняно довгі, втім не з'єднані плавальною перетинкою. На задніх же лапах розвинена широка плавальна перетинка і три перші пальці наділені гострими чорними кігтями. На тілі є органи бічної лінії.
Зверху жаба темно-бурого або оливково-зеленого кольору, часто з великими темними плямами неправильної форми, знизу — білувата, одноколірна або з бурими плямами. Самиця відрізняється тим, що задній прохід закривається у неї трьома шкірними клапанами.

## Спосіб життя
Полюбляє стоячі водойми. Живе виключно у воді і живиться лише під водою, допомагаючи собі засовувати їжу в рот передніми лапами. Полює на водних безхребетних, різних личинок, як особистий захист використовує отруйні секреції, що містяться у шкірі.
Тривалість життя 15—25 років.
Статева зрілість настає у 2 роки. Парування і розмноження відбувається протягом усього літа. У цей час у самця розвиваються так звані «шлюбні щітки» у вигляді чорної смуги з боків пальців і уздовж кінцівки до пахвових западин. Самець обхоплює самицю перед задніми кінцівками. Парування відбувається вночі. У цей час самці голосно квакають, і голос їх нагадує голос райки. При паруванні самиця тримається в цей час задніми ногами за яку-небудь водну рослину. Потім клоака її наближається до переднього кінця поздовжньої борозни, яка тягнеться по череву самця до його клоаки і обмежена двома шкірними складками. Яйце швидко ковзає по цій борозні в кінці, прослизає під клоачним отвором самця, запліднюється і повисає на рослині, яке притримує самиця. Наступна ікринка відкладається вже в іншому місці.
Зазвичай на ранок після парування обидві тварини линяють, при цьому шкіра відстає спочатку на кінцівках, потім просувається до рота і нарешті проковтується.
Відкладання яєць починається приблизно через годину після початку парування. Яйця відкладаються здебільшого по одному, рідше по 3-4, швидко одне за іншим. Одна самиця може відкласти до 15 000 ікринок. Процес ікрометання своєрідний і виявляє цікаві пристосування, що збільшують можливість запліднення. Відкладені яйця спочатку тримаються між трьома шкірними клаптями, що оточуюють клоаку самиці. Яйця мають у поперечнику близько 3 мм і оточені прозорою, надзвичайно липкою студенистой оболонкою, зовнішній шар якої протягом небагатьох годин відкладання ікри міцніє і стає схожим на ріг.

## Розвиток
При температурі 22 °C личинки з'являються через 2 доби. За будовою рота личинка цієї жаби швидше нагадує личинок хвостатих. У неї немає воронки, навколишнього ротового отвора, рогових щелеп і зубів. Живиться вона фільтруючи їжу з води. Цідильний апарат міститься у пуголовки на зябрових дугах замість внутрішніх зябер, які не розвиваються. Пуголовка ковтає воду ротом і випускає її через зяброві отвори, яких у неї 2 з обох боків тіла. Протягом короткого часу личинки можуть зробити воду, на початку зелену, абсолютно прозорою.
До моменту появи личинки вже втрачають зовнішні зябра. Через дві години, після того як починається самостійне полювання, включається легеневе дихання. У перші дні життя на нижній стороні голови у личинки є цементна залоза, за допомогою якої тварина тримається на місці. Незабаром цей орган зникає. На 3—4 день після вилуплення морда пуголовки стає клиноподібною, у кутах рота з'являються довгі дотикові нитки, аналогічні органам рівноваги у личинок тритонів. Зазвичай пуголовка тримає вусики, витягнутими вперед, лише при швидкому підйомі на поверхню води вони направляються назад.
Від запліднення яйця до повного перетворення при температурі 22 °C проходить 2,5—3 місяці. Власне метаморфоз займає з цього часу 15—20 днів. Перетворення починається з того, що з'являються передні кінцівки. Вони виходять з обох сторін від мішечка над зябровим отвором. В результаті спосіб життя личинки не змінюється, тоді як у пуголовків інших безхвостих прорив передніх кінцівок припиняє дихання внутрішніми зябрами. Три дні потому після появи передніх кінцівок задні лапи починають проробляти плавальні рухи, займаючи характерне для дорослої амфібії положення. Тепер вони швидко ростуть, і на трьох внутрішніх пальцях з'являються чорні кігті. Тіло пуголовки набуває забарвлення, схоже на забарвлення дорослої жаби. Через 14 днів після появи передніх кінцівок щупальця починають зникати, протягом 4—6 годин рот набуває свою остаточну форму, зяброві отвори закриваються. Тварина все частіше і частіше залишається на дні, хвіст поступово зменшується в розмірах, і личинка перетворюється на жабу, але не залишає водойми і переходить на харчування тваринною їжею — дрібними ракоподібними й іншими водними тваринами. Тепер передні лапи, як і у дорослих, допомагають їм запихати їжу до рота.

## Розповсюдження
Зустрічається у Південній Африці, а на півночі — до Анголи і Танзанії. Завезено її до Франції, Португалії, Великої Британії, Італії (о. Сицилія), північної та південної Америки (США, Мексика, Чилі), Індонезії.
Розповсюдження навколо світу сталося головним чином у 1930-і—1950-і, коли шпоркову жабу гладеньку використовували в тестах на вагітність. Тест був розроблений на базі відкриття британського зоолога Ланселота Хогбена, що в сечі вагітної жінки присутній гормон хоріонічний гонадотропін, який індукує овуляцію та викидання жабою ікри.

## Геном і еволюція
Xenopus laevis має 18 пар хромосом (2n = 36), що майже вдвічі більше ніж у Xenopus tropicalis (2n = 20). Хромосоми поділяються на дві групи: L (від англ. Long) і S (від англ. Short). 2016 року з аналізу повної геномної послідовності нуклеотидів було доведено, що аллотетраплоїдність у гладенької шпоркової жаби виникла 18 млн років тому, коли злилися два види шпоркових жаб, що розійшлися 16 млн років раніше. У предкових видів були диплоїдні геноми з 9 парами хромосом (2n = 18). Хромосоми групи L, що дісталися з одного виду, змінювалися менше впродовж еволюції X. laevis ніж хромосоми групи S. У X. tropicalis геном залишився диплоїдним, але одна із предкових хромосом розділилася на дві. Всього у версії 9.1 (жовтень 2016) зібраного повного геному гладенької шпоркової жаби налічується 2232566109 пар нуклеотидів   .